# Tlacotalpan
La ville de Tlacotalpan est située dans le golfe du Mexique, dans la partie sud-est de l'État de Veracruz, en retrait de la côte. Elle est le chef-lieu de la municipalité de même nom. Elle fait face à la confluence entre le fleuve Río Papaloapan et la rivière San Juan. Elle dépend administrativement de la région Papaloapan, qui est des dix subdivisions de l'État de Veracruz. Fondée au XVIe siècle par les conquérants espagnols, la ville conserve un patrimoine architectural remarquable lui ayant valu en 1998 son classement par l'UNESCO au patrimoine mondial de l'Humanité.

## Géographie
La ville de Tlacotalpan se trouve dans la basse vallée du fleuve Río Papaloapan, non loin de son embouchure, dans le golfe du Mexique. Elle est assise sur la rive occidentale de ce fleuve, dans un large méandre, et fait face à sa confluence avec la rivière San Juan. En 2020, la ville était peuplée de 7 287 habitants.

## Histoire

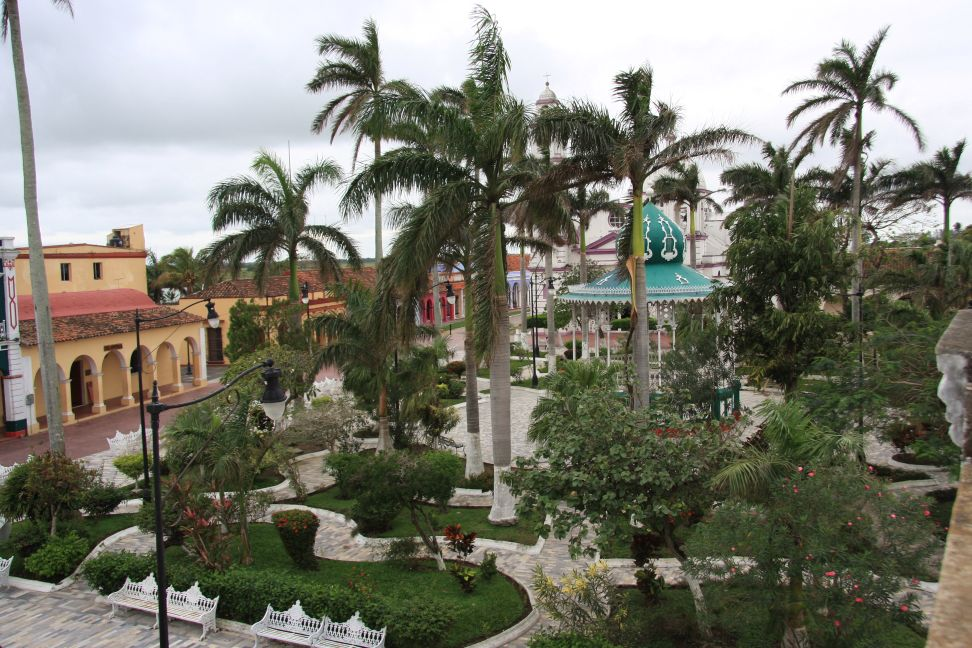
La ville de Tlacotalpan

Le territoire de la future ville fut peuplé successivement aux XIIe – XVe siècle par les totonaques, puis les toltèques.
La ville fut fondée au milieu du XVIe siècle par les conquérants espagnols en tant que port fluvial, sur la rive occidentale du fleuve Río Papaloapan. La ville prit alors le nom de San Cristóbal de Tlacotalpan. Elle gardera cette fonction de port fluvial jusqu'au début du XXe siècle, date à partir de laquelle le port est concurrencé par la ligne de chemin de fer traversant l'isthme de Tehuantepec plus à l'est.
Le XVIIe siècle voit la fondation des haciendas La Estanzuela et San Juan Zapotal, tandis que ce même siècle et le suivant, durant les guerres entre l'Espagne et l'Angleterre, voient le débarquement de troupes anglaises plus au nord à Alvarado, qui parviennent ensuite à atteindre Tlacotalpan et l'incendier.
En 1788 survient un violent incendie détruisant pour partie la ville, qui est ensuite reconstruite à l'aide de matériaux non inflammables, tels que la pierre et la brique. De cette période datent les bâtiments à piliers et arcs en plein cintre.
En 1998, l'UNESCO promut ce site au rang de patrimoine mondial de l'Humanité. 631 bâtiments sont ainsi classés comme patrimoine culturel, mêlant influences espagnoles et caribéennes, et édifiés le long de larges rues. Ce classement comprend également deux édifices religieux : l'église San Cristóbal et la Candelaria.

## Culture

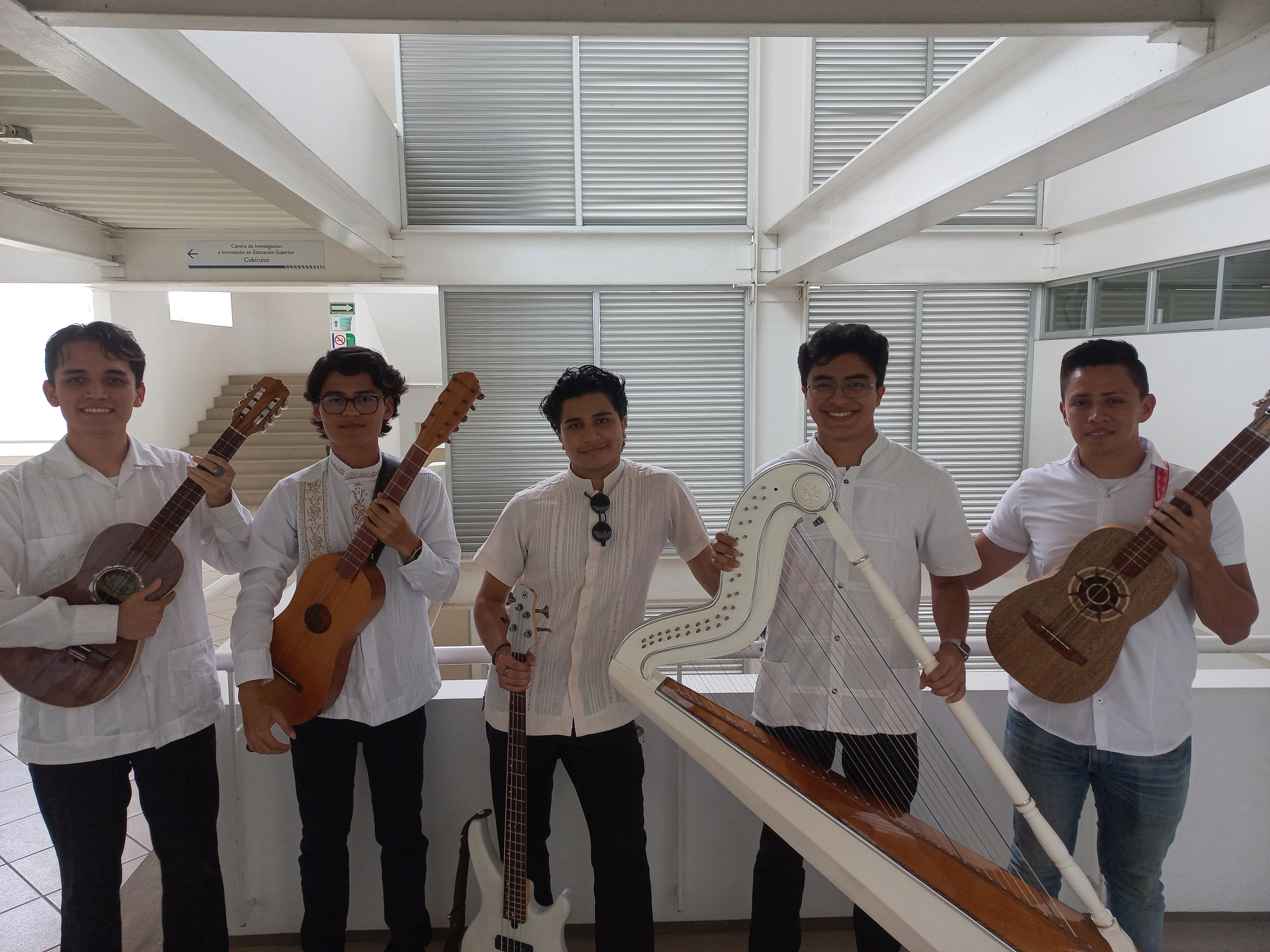
Groupe de musique de Son Jarocho, à Xalapa

La ville est le lieu annuel d'un festival de musique Jarocha, où se mêlent les influences culturelles andalouses, africaines et mésoaméricaines. Elle est également lieu chaque année de la Fiesta de la Candelaria.

## Transports
La ville est traversée par la route fédérale no 175, qui longe le fleuve Río Papaloapan en rive gauche, et se dirige au sud vers l'État de Oaxaca, et rejoint au nord la route fédérale no 180, longeant elle le golfe du Mexique.